# Мег Гриффин
Мегатрон «Meг» Гриффин (англ. Megatron «Meg» Griffin) — персонаж мультсериала Гриффины, старший ребёнок Лоис и Питера Гриффинов. Родная сестра Криса и Стьюи. Закомплексованная и неуверенная в себе девушка.

## Происхождение
Родилась в Куахоге. В сериале есть намёк на наличие у неё при рождении хвоста, а из эпизода «Partial Terms of Endearment» выясняется, что у неё три соска́. В эпизоде Screwed the Pooch Брайан упоминает имя, вероятно, её настоящего отца — Стэн Томпсон. Не установлено, было ли это его шуткой, или в дальнейшем авторы разовьют эту линию сюжета. Первоначально (в начале первого сезона) Мег 15 лет. В серии «I Never Met the Dead Man» того же сезона её возраст составляет уже 16 лет. В пятом сезоне (серия «Peter's Two Dads») ей официально исполняется 17. В 10 сезоне 10 серии Мег исполняется 18 лет.

## Профессии
Несмотря на юный возраст, успела сменить несколько профессий — была официанткой (подрабатывала в надежде накопить денег на новую сумку Prada) («Love Thy Trophy»), практиканткой на телевидении («The Kiss Seen Around the World»), мерчендайзером в новом супермаркете в Куахоге («Hell Comes to Quahog»), разнорабочей в маленьком магазинчике («Movin' Out (Brian's Song)»).

## Характер и привычки
Главное в характере Мег — её комплексы по поводу своего внешнего вида и её настойчивое желание нравиться парням и иметь подруг. Ради этого она копит деньги на дорогую сумку, учится водить машину, вступает в отряд знаменосцев.
Подшучивание над внешностью Мег — один из излюбленнейших приёмов авторов сериала (вероятно, этим они дают понять, как важно иметь высокую самооценку — например, над Крисом, чья внешность тоже далека от совершенства, так не издеваются). Ведёт дневник (его чтение составляет один из видов развлечения для всей семьи Гриффинов). В 19 серии 16 сезона Мег напивается с отцом. Вообще, во многих сериях разные (а иногда и все) члены её семьи издеваются над ней.
Даже в полнометражных фильмах Мег достаются маленькие роли: в «Blue Harvest» она была дианогой из мусорного блока, в «Something, Something, Something, Dark Side» гигантским слизнем в пещере астероида, а в «It's a Trap!» Мег выглядит как сарлак.
В большинстве серий носит очки, синие брюки, розовую блузку, розовую шапочку и серые кроссовки.

## Личная жизнь
На редкость неудачная. Больше всего Мег хочется стать своей в компании первой школьной красавицы — Кони Д'Амико. Влюблялась в диктора телевидения Тома Такера («The Kiss Seen Around the World») и мэра Куахога Адама Веста («Deep Throats»). В попытках найти компанию даже пыталась сменить сексуальную ориентацию («Brian Sings and Swings»), а также вступить в секту. В Мег влюблен единственный парень, который ей категорически не нравится — Нил Гольдман — занудный прыщавый очкарик со скверной дикцией. Иногда из-за своего желания иметь парня сходит с ума и делает неоправданные вещи, в эпизоде The Hand That Rocks the Wheelchair влюбляется в Джо Суонсона и подставляет его жену, чтобы быть вместе с Джо. Находилась в сексуальной связи с Джеромом — чернокожим экс бойфрендом Лоис («Jerome is the New Black»).
В эпизоде «Barely Legal» была сильно влюблена в Брайана, к ужасу последнего. Влюблялась в русского хакера Ивана и ненадолго жила с ним в Челябинске («From Russia With Love» и «Adult Education»).
В эпизоде «Fertilized Megg», будучи суррогатной матерью, родила дочь для Брюса и Джереми, которую те назвали Лизой Джуди Барброй.

## Комментарии
1. ↑  В действительности «Мег» является сокращённой формой имени Меган. Однако в эпизоде «A Fistful of Meg» молодой Питер подписывает на сертификате рождения девочки имя «Мегатрон», при этом Лоис уже назвала свою дочь Меган, и по этому Мег известна под таким именем и сейчас.